# Aglaophenia recherchia
Aglaophenia recherchia is een hydroïdpoliep uit de familie Aglaopheniidae. De poliep komt uit het geslacht Aglaophenia. Aglaophenia recherchia werd in 2005 voor het eerst wetenschappelijk beschreven door Watson. 